# Gorilla
A gorilla nem fejlődési vonala mintegy 7 millió éve vált külön az emberekétől (és a csimpánzokétól). Két faja a nyugati gorilla (Gorilla gorilla) és a keleti gorilla (Gorilla beringei). A nyugati gorillák Nyugat- és Közép-Afrika trópusi esőerdőiben élnek Nigériától Kongóig, míg a keletiek Közép- és Kelet-Afrika egyes területei (Kelet-Kongó, Ruanda, Uganda) esőerdeiben. A hegyi gorillák, amelyeket Dian Fossey és a róla készült Gorillák a ködben című életrajzi film tett híressé, a keleti gorillák egyik alfaja (Gorilla beringei beringei). Α gorilla szó görög eredetű: a Γόριλλαι [gorillaj] jelentése "szőrös nőkből álló törzs".

## Megjelenése

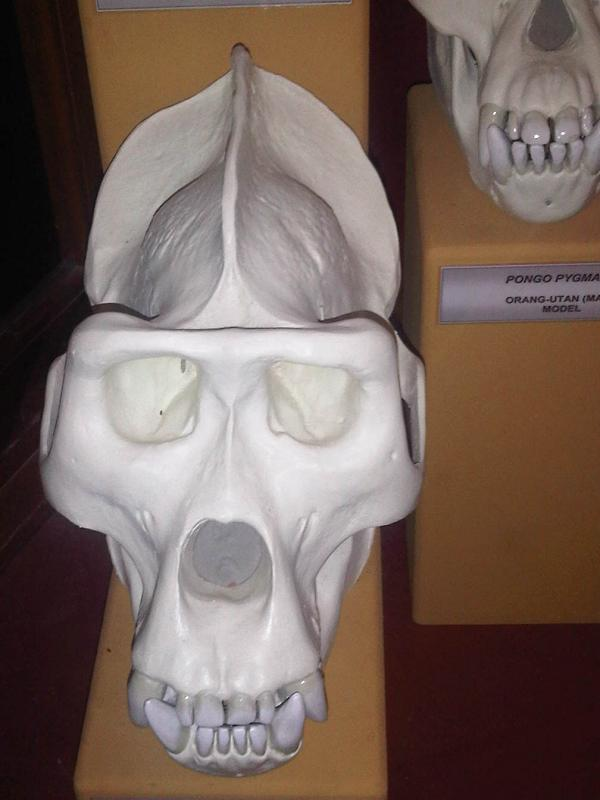
Hím nyugati gorilla (Gorilla gorilla) koponya

A gorillák a legnagyobb emberszabású majmok: a keleti hímek elérhetik a 183 centiméteres magasságot és a 267 kilogrammot. A nőstények jóval kisebbek, legfeljebb 113 kilogrammosak. A hímek nemcsak nagyobbak a nőstényeknél, de a koponyájukon végighúzódó csonttaréj miatt ábrázatuk is jelentősen eltér azokétól.
A keleti gorillák testesebbek a nyugatiaknál. Szőrzetük fekete; az idősebb hímek hátán ez ezüstösre fakul.
Mivel a földön élnek, testsúlyukat hátsó lábaik hordozzák, de mivel járás közben erősen előredőlnek, ezért menet közben két öklükre támaszkodnak.

## Életmódja
A gorillák az esőerdőkben, hegyi köderdőkben élnek; akár 4000 méter magasságig is felhúzódnak. A talajszinten mozognak, csak a kisebb nőstények és a fiatalok másznak fára. Előszeretettel tartózkodnak az emberi települések és megművelt területek közelében kiirtott esőerdők helyén növő bozótosban, mivel ott a sűrűbb aljnövényzetben több a táplálék. Természetes ellenségük nincs, még a fiatalokra is csak a krokodilok és a leopárdok lehetnek veszélyesek.
A nyugati gorillák táplálékában sok a gyümölcs, a keletiek inkább leveleket, rügyeket esznek. Napjuk nagy részét táplálkozással töltik. Hajnaltól délig esznek, ekkor a felnőttek egy kicsit pihennek, a kölykök pedig játszanak. Az evést délután folytatják, majd alkonyatkor a földön fészket építenek gallyakból és levelekből, és abban töltik az éjszakát. Naponta egy-két kilométert vándorolnak táplálék után kutatva. A nőstények 6–9 évesen válnak ivaréretté, és egy-két év múlva (az új csoportba állás után) szülik meg első utódjukat. A csimpánzoktól eltérően nem vadásznak; elsősorban faleveleket, fakérget, rügyeket és gyökereket esznek. Állati eredetű táplálékként csak időnként (ritkán) egy-egy rovart esznek meg. Mivel nincs vadászterületük, területfoglaló ösztönük sokkal gyengébb, mint a csimpánzoké. Éppen ezért vannak olyan, magányosan vándoroló hímek, akik csak időszakosan csatlakoznak egy-egy csapathoz.
A gorillák nagyobb, 30 fős csoportban élnek, amelyeket egy idősebb, domináns hím vezet és védelmez. A gorillák jóval kevesebbet kurkásszák egymást, mint más majmok. A hím és a nőstények kapcsolata szoros, a nőstények viszonya lazább, mivel nem rokonok: ivaréretten elhagyják csapatukat, és másokat keresnek maguknak. Csakúgy, mint a többi főemlősnél, ahol a hímek dominálnak, náluk is megfigyelték a kölyökgyilkosságot. Ennek szerepe ugyanaz, mint más állatoknál: a nőstényt megszerző új hím azért öli meg elődje kölykét, hogy a nőstény mielőbb újra fogamzóképes állapotba jusson, és megeszi annak tetemét (kannibalizmus). 251–289 napos vemhesség után 1, ritkán 2 kölyöknek adnak életet. Az újszülött gorilla 1,5–2 kilós és teljesen magatehetetlen, az anyja a karjában hordozza. Néhány hónaposan már anyjuk hátán lovagolnak, és itt is maradnak 3–4 éves korukig. 2–4 éves korukig szopnak, ivaréretté 7 évesen válnak. Egy nőstény élete során 3–6 utódot nevelhet fel.
Kommunikációs képességük fejlett. A Koko nevű nősténynek egy kaliforniai állatkertben 600 ASL (siketnéma jelbeszéd) jelet tanítottak meg, és ezeket Kokó valódi nyelvként használta. Nemcsak érzelmeit tudta kifejezni, de maga is alkotott új jeleket. Mindez és más hasonló kísérletek arra utalnak, hogy az emberszabásúak kommunikációs kapcsolatrendszere fejlett.
A szürke hátú vezérhím feladata az utódnemzés és a csoport védelme. Veszély esetén két lábra állva, mellét döngetve próbálja elijeszteni a betolakodót. Ha ez sikertelen, egyenesen felé rohan, de meg nem üti. Egy kétszáz kilós gorillahím támadása az emberen kívül minden betolakodót elijeszt. A gorillákra leselkedő legnagyobb veszély élőhelyük pusztulása (pl. tantálbányászat következtében) és a vadászat („bushmeat”), ami a világméretű kampány ellenére is virágzik.

## Elterjedése
A gorillák száma aggasztóan alacsony. Becslések szerint a hegyvidéki alfajból kb. 620 élt az 1980-as évek végén; azóta számuk mintegy 1965-re emelkedett. A hegyi gorillák körülbelül fele Ugandában él, a többiek Ruanda és a Kongói Demokratikus Köztársaságban, főleg a Virunga Nemzeti Parkban.
Magyarországon két állatkertben tartanak gorillákat: a Budapesti Állatkertben és a Nyíregyházi Állatparkban.